# Rhapsody in Blue/Super Strut
Rhapsody in Blue/Super Strut è il secondo singolo del musicista brasiliano Eumir Deodato, pubblicato dalla CTI nel 1973.

## Descrizione
Entrambi i brani sono estratti dall'album Deodato 2; addirittura le versioni contenute sul singolo, al contrario di quelle dell'album, presentano una durata più ridotta.

La produzione è curata da Creed Taylor, mentre gli arrangiamenti e la direzione orchestrale sono di Eumir Deodato.
Il brano Rhapsody in Blue, presente sul lato A del disco, è la versione jazz-funk dell'omonima composizione per pianoforte e orchestra dello statunitense George Gershwin.
Il brano Super Strut, presente sul lato B del disco, è composto da Eumir Deodato.

## Tracce
LATO A
1. Rhapsody in Blue – 3:45 (musica: George Gershwin – arr.: Eumir Deodato; edizioni musicali New World Music Corp.)

LATO B
1. Super Strut – 4:26 (musica: Eumir Deodato; edizioni musicali Kenya Music)